# Cruzeiro do Iguaçu
Cruzeiro do Iguaçu es un municipio brasileño que está en la región sudoeste de Paraná, los márgenes del Río Iguazú y próximo a la ciudad de Dois Vizinhos, la cual inclusive es de donde fue separado. Cerca de mitad de la población vive en el campo y la otra mitad en la ciudad.